# Amauris duponti
Amauris duponti är en fjärilsart som beskrevs av Abel Dufrane 1948. Amauris duponti ingår i släktet Amauris och familjen praktfjärilar. Inga underarter finns listade i Catalogue of Life.